# Зайцеве (Синельниківський район)
За́йцеве — село в Україні, центр Зайцівської сільської територіальної громади Синельниківського району Дніпропетровської області. Населення за переписом 2001 року становить 1 095 осіб.

## Географія
Село Зайцеве розташоване на відстані до 2,5 км від сіл Козачий Гай, Новопавлоградське, Калинівка та Очеретувате. Поруч проходять автомобільна дорога Т 0416 і залізниця, станція Зайцеве.

## Назва
Назва села, як і назва станції Зайцеве, пішло від назви балки Зайцевої, початок Балки Водяної.

## Історія
- Село Зайцеве було засновано навесні 1910 року вихідцями села Лихачеве і Павлоградських хуторів міста Павлограда.
- 7 (20) листопада 1917 року, відповідно до Третього Універсалу Української Центральної Ради, увійшло до складу Української Народної Республіки[2].
- 1920/1921 навчальний рік ознаменувався відкриттям 4-х класної початкової школи.
- У 1929 році відкрита 7-річна неповна середня школа.
- У 1929 році на території села організований колгосп «Воля».
- У 1940 році побудована і відкрита Зайцівська середня школа.
- 2 жовтня 1941 село окуповано німецькими загарбниками.
- 18 лютого 1943 каральний загін, спрямований в село німецькими загарбниками за пущений під укіс бронепоїзд патріотами села, спалив практично все село. Залишилося уцілілими всього 17 дворів з 196. Було розстріляно 69 жителів села, у тому числі 9 жінок.
- 21 вересня 1943 село Зайцеве звільнено частинами 333-ї стрілецької дивізії.
  - На фронтах німецько-радянської війни воювало 366 жителів села, з них 191 загинув, 137 осіб за героїзм і відвагу нагороджені орденами і медалями.
- 1954—1955 роки — організований колгосп ім. Енгельса шляхом об'єднання колгоспів довколишніх сіл.
- 1959 — побудований Палац культури на 400 місць.
- В різні роки були побудовані: спеціалізована лікарня на 100 ліжкомісць, дитячий ясла-садочок «Малятко» на 75 місць, організована бібліотека з книжковим фондом 12 тис. примірників, торговий комплекс з шести магазинів, будівля правління колгоспу, сільської ради та інших установ села, автогараж, три тракторних бригади з боксами для тракторів, майстерні зі слюсарними, токарними і свердлильними верстатами, три кузні, механізований тік, зерносховища, теплиця, установка для заготівлі трав'яних гранул, сінного борошна, свиноферми, корівники тощо.
- У лютому 1966 року відкрито нова двоповерхова цегляна школа.
- На початку 80-х відкритий 2-х поверховий дитячий садочок. У будівлі старого дитячого садочку стали розташовуватися бібліотека, ощадкаса, відділення пошти, майстерня пошиття одягу.
- До 2017 року було центром Зайцівської сільської ради.
- 19 липня 2020 року, в результаті адміністративно-територіальної реформи та ліквідації   Синельниківського (1923—2020) району, село увійшло до складу новоутвореного Синельниківського району[3].

## Населення

### Мова
Розподіл населення за рідною мовою за даними перепису 2001 року:
| Мова            | Кількість | Відсоток |
| --------------- | --------- | -------- |
| українська      | 1042      | 95.16 %  |
| російська       | 51        | 4.66 %   |
| білоруська      | 1         | 0.09 %   |
| інші/не вказали | 1         | 0.09 %   |
| Усього          | 1095      | 100 %    |

## Економіка

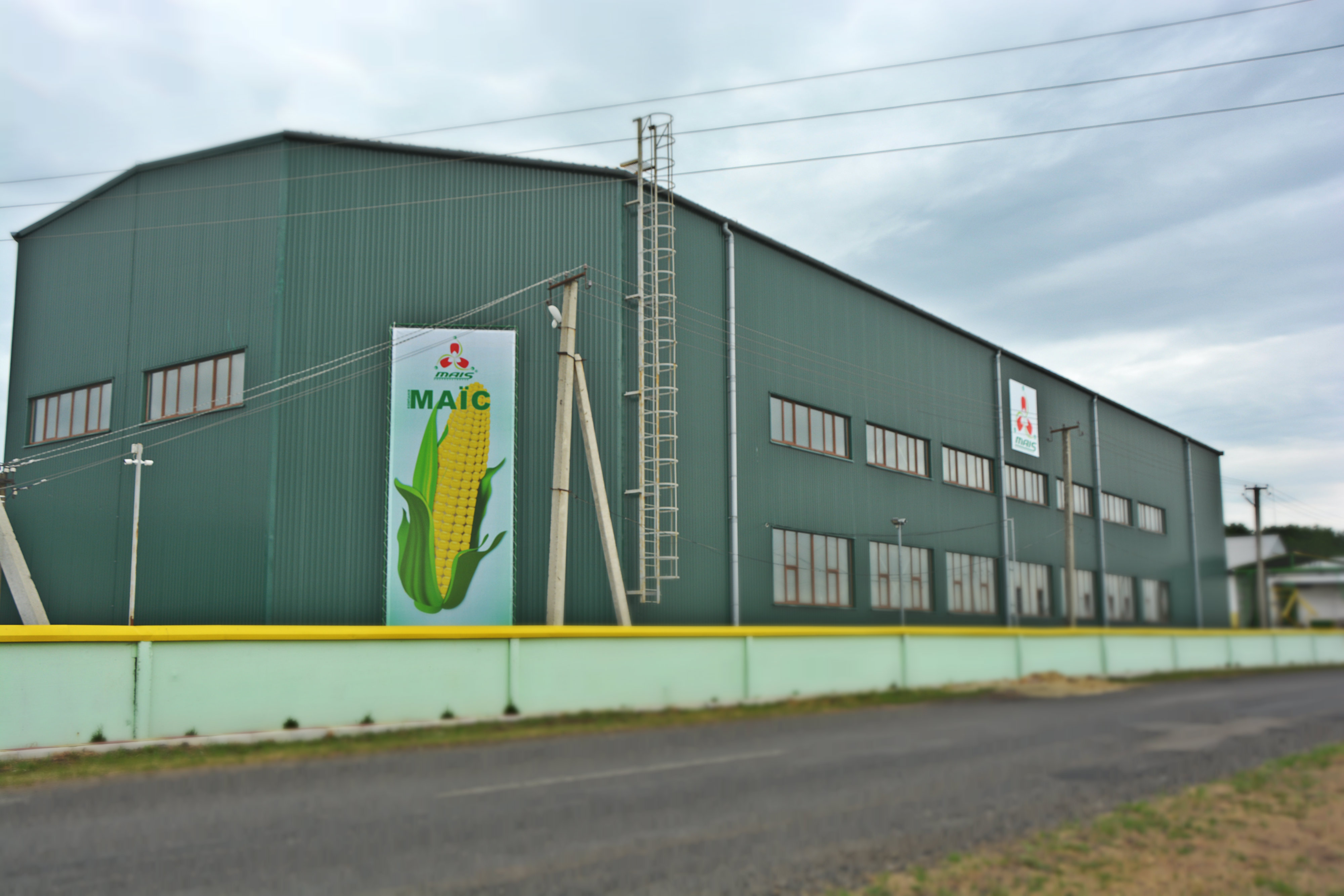

- НВФГ «Компанія "Маїс"». У червні 2015 р. Компанія «Маїс» у с. Зайцеве ввела в експлуатацію новий насіннєвий завод.[5]
- СФГ «Резонанс».
- СФГ «Світязь».
- СФГ «Південний».
- ПП «Водоп'ян П. П.» (олійниця і млин).

## Об'єкти соціальної сфери
- Будинок культури.

Будинок культури

- Зайцівська середня загальноосвітня школа.

Зайцівська середня загальноосвітня школа

- Дошкільний навчальний заклад «Теремок».
- Амбулаторія сімейної медицини.
- Аптека «Союз-Фарм».
- Відділення зв'язку «Укрпошти».
- Підприємство по ремонту та пошиттю одягу.
- Магазини.
- Бібліотека.

## Пам'ятки
- Братська могила радянських воїнів.
- Пам'ятник загиблим воїнам.

## Релігія
- 23 травня 1920 року відкрито церкву. Відкриття відбулося в день святкування Святої Трійці (подальша доля цієї церкви: в роки активної пропаганди атеїзму була закрита, після чого довгий час пустувала. Потім в її стінах було відкрито спортзал, який незабаром також був закритий. В середині 80-х років була зруйнована. Зараз на місці, де була церква, ще можна побачити залишки фундаменту).
- Зараз в селі діє Свято-Троїцький храм (відкритий в будівлі колишньої колгоспної лазні).

## Транспорт
- Залізничний транспорт.
- Маршрутне таксі.

## Постаті
- Стрілець Вадим Григорович (1974—2023) — старший сержант Збройних сил України, учасник російсько-української війни.